# Ахвердян, Левон Оганесович
Левон Оганесович Ахвердян (арм. Լևոն Հովհաննեսի Հախվերդյան; 26 декабря 1924, Каракилис — 6 февраля 2003) — советский и армянский литературный критик, драматург, переводчик, публицист. Доктор филологических наук (1967), профессор (1987). Член Союза писателей СССР с 1952 года. Член Коммунистической партии с 1955 года. Заслуженный деятель искусств Армянской ССР (1972). Академик НАН РА (1996).

## Биография
Левон Ахвердян родился в Каракилисе. Учился в средней школе имени Хачатура Абовяна в Ереване.
В 1949 году окончил театральное отделение Ереванского художественно-театрального института.
Работал заведующим отдела «Литературной газеты» (1949—1953), редактором Армгосиздата (1953—1955), ответственным секретарем газеты «Советакан арвест» (1955—1959).
В 1967 году защитил диссертацию на тему «Армянская драматургия наших дней» и получил степень кандидата филологических наук.
С 1956 года перешел на работу в институт искусств НАН РА, работал там научным сотрудником сектора истории и теории (1956—1958), старшим научным сотрудником (1959—1965), заведующим отделом (1965—1987), директором (1987—2003).
Преподавал в Ереванском театрально-художественном институте (1981—2001).
Основные труды посвящены армянской классической и современной литературе, истории армянского театра XX в., драматургии, задачам артистического искусства, вопросам армянского языка, отдельным писателям, жизни и творчеству театральных деятелей. Начал печататься с 1946 года. Самая известная книга Ахвердяна «Туманян» вышла в 1969 году, издавалась на русском, английском, французском и немецком языках.
Среди других его книг можно выделить: «Театроведческий словарь», «Вартан Аджемян в жизни и искусстве: Талант и характер», «Беседы об армянском языке», «Варпет: Жизнь и творчество А. Исаакяна».